# Sluggish cognitive tempo
Sluggish cognitive tempo (SCT, „Träges kognitives Tempo“) oder auch cognitive disengagement syndrome (CDS, in etwa „Syndrom kognitiver Distanzierung“) ist ein bei Erforschung der ADHS-Subtypen entdecktes Syndrom. Typisch dafür ist ein überdauerndes Verhaltensmuster aus
- auffälliger Verträumtheit
- geistesabwesendem Starren
- unbeständiger Wachsamkeit
- häufiger Lethargie und Energielosigkeit
- langsamem Arbeitstempo

Trotz jahrzehntelanger Diskussionen ist nach wie vor umstritten, was genau SCT ist und wie es behandelt werden sollte. Inzwischen ist jedoch klar, dass dieses Symptommuster wichtig und klinisch relevant ist, denn es hat einen eigenständigen negativen Effekt auf Lebensqualität und Lebensführung (u. a. mehr Suizidverhalten), der über ADHS alleine hinausgeht. So zeigen Erwachsene mit kombinierter Symptomatik (ADHS + SCT) weit stärkere Alltagsbeeinträchtigungen als jene, die „nur“ ADHS haben. Erste Hinweise deuten auch auf ein schlechteres Ansprechen auf Methylphenidat hin.
Ursprünglich dachte man, SCT betreffe nur etwa 30 % des unaufmerksamen Subtyps („ADS ohne Hyperaktivität“) und sei unvereinbar mit hyperaktiv-impulsivem Verhalten. Es kommt aber auch zusammen mit dem hyperaktiv-impulsiven und kombinierten Subtyp vor – und ebenfalls bei manchen Personen ohne ADHS. Umgekehrt zeigt mindestens die Hälfte aller ADHS-Betroffenen keine SCT-Symptomatik. Daher meinen einige Psychologen und Psychiater, dass es sich dabei entweder um eine neue zweite Aufmerksamkeitsstörung handelt oder zumindest um eine eigene Symptomgruppe innerhalb von ADHS (neben Hyperaktivität-Impulsivität und Unaufmerksamkeit).

## Abgrenzung von ADHS
Folgende Tabelle zeigt einen direkten Symptomvergleich vom unaufmerksamen Subtyp und SCT:
| Zwei Arten von Aufmerksamkeitsstörungen | Zwei Arten von Aufmerksamkeitsstörungen |
| Unaufmerksamer ADHS-Subtyp | SCT-Symptome (Vorläufig) |
| --- | --- |
| - Beachtet Einzelheiten nicht - Kann kaum länger aufmerksam sein - Hört nicht zu, wenn angesprochen - Führt Arbeiten unvollständig aus - Schwierigkeiten, sich zu organisieren - Vermeidet längere geistige Anstrengung - Verliert Gegenstände - Leicht ablenkbar durch äußere Reize - Vergesslich bei Alltagstätigkeiten | - Verträumt oder geistig „benebelt“ - Starrt geistesabwesend ins Leere - Lethargisch, träge oder müde - Hypoaktiv, reagiert verzögert - Langsames Arbeitstempo - Leicht durcheinander zu bringen - Verliert den gedanklichen Faden - Probleme, sich rasch zu orientieren - Mühe, Umgebung wachsam wahrzunehmen |

Der unaufmerksame ADHS-Subtyp nach DSM-5 (linke Seite) ist ganz auf die angegebenen neun Merkmale beschränkt und umfasst Probleme mit mangelnder Ausdauer, Ablenkbarkeit und Desorganisation. SCT (rechte Seite) zeichnet sich dagegen durch eine qualitativ andere, verträumt-träge Unaufmerksamkeit aus, die nicht durch die offizielle Definition von ADHS abgedeckt wird und dort fehlt.
Beide erfassen also zwei verschiedene Typen von Aufmerksamkeitsproblemen und sind daher nicht austauschbar.

## Beschreibung
Menschen mit SCT verhalten sich von Kindheit an meist gegenteilig zu typischen ADHS-Betroffenen: Statt als hyperaktiv, extrovertiert, störend und risikofreudig aufzufallen, sind sie hypoaktiv, träge und zurückhaltend,  gedankenversunken, oft geistig „nicht ganz da“. Kinder und Erwachsene mit SCT scheinen permanent „wie hinter einer Nebelwand“, so als ob sie dem Geschehen um sie herum stets nur ihre halbe Aufmerksamkeit widmeten. In angeregtem Zustand können sie aber durchaus aufgedreht sein: Trotz introvertiertem Temperament suchen sie manchmal stark stimulierende Situationen auf, um sich selbst zu aktivieren und so eine gleichmäßigere innere Wachheit zu erreichen.
Auch die Aufmerksamkeitsdefizite sind anders: Bei klassischem ADHS kann die Aufmerksamkeit durchaus rasch zu einem neuen Reiz hin gelenkt werden. Dann lässt sie aber sehr bald nach und springt unruhig und nervös hin und her. Hier ist die kurze Aufmerksamkeitsspanne das entscheidende Problem. Hinzu kommt die leichte Ablenkbarkeit durch die starke Impulsivität: ADHS-Betroffene sind „hyper-reaktiv“ und reagieren zu viel auf wahrgenommene Reize. Die Fähigkeit, schnell Wichtiges von Unwichtigem zu trennen, scheint dagegen nicht vorrangig betroffen zu sein. In der Schule bestehen die Probleme bei ADHS dementsprechend kaum im Fehlermachen, sondern in der zu geringen erledigten Arbeitsmenge bzw. Produktivität.
Bei SCT ist der Wahrnehmungsstil dagegen eher träge und zäh. Das macht es schwer, sich überhaupt erst einer Sache aufmerksam zuzuwenden  – die Orientierung der Aufmerksamkeit wirkt beeinträchtigt. Im Vordergrund steht also nicht mangelnde Ausdauer (wie bei ADHS), sondern der zu schwerfällige Wechsel der Aufmerksamkeit von einem Reiz zum anderen. Auch Verarbeitungsgeschwindigkeit und Reaktionszeit sind langsamer, trotz normaler Intelligenz. Kinder mit SCT haben Probleme mit der selektiven Aufmerksamkeit; diese Art von Unaufmerksamkeit betrifft die Filterung von Wahrnehmungsreizen. Dadurch wird sorgfältiges und genaues Arbeiten erschwert und so machen sie bei Schularbeiten viele Fehler.
Neuropsychologische Tests zeigen, dass sie bei visuomotorischer Geschwindigkeit und Auge-Hand-Koordination viel schlechter abschneiden als andere. Auch Gedächtnistests, die vor längerer Zeit gelernte Inhalte abfragen, bereiteten den Kindern mit SCT besonders große Mühe; die Kinder mit ADHS dagegen zeigten hier keine Probleme.
Mit SCT sind häufig internalisierende Probleme wie mehr Unglücklichkeit, Angststörungen und Depressionen verbunden. In sozialen Situationen wird das oft zurückhaltende, schüchterne Auftreten manchmal als Distanziertheit oder Desinteresse fehlgedeutet. In Gruppen werden Menschen mit SCT daher übersehen oder nicht beachtet. Kinder mit ADHS werden tendenziell eher wegen aufdringlichem oder aggressivem Verhalten aktiv zurückgewiesen und haben mehr externalisierende Probleme, z. B. Drogenmissbrauch und oppositionelles Trotzverhalten. Im Kontrast dazu sind Kinder mit SCT im Kontakt mit Gleichaltrigen passiver, weniger dominant und neigen zu sozialem Rückzug.

## Diagnose
SCT ist momentan keine offizielle Diagnose im DSM-5 oder ICD-11 und wird bei der Behandlung von ADHS nicht berücksichtigt. Es existieren aber einige Rating-Skalen, welche die Symptome abdecken (etwa das Concentration Inventory und die Barkley Sluggish Cognitive Tempo Scale).
Auch bei anderen medizinischen Problemen können ähnliche Symptome auftreten (z. B. exzessives Tagträumen oder geistesabwesendes „Ins-Leere-starren“). Daher ist eine Verwechselung denkbar mit Schilddrüsenunterfunktion, Absence-Epilepsie, Fetalem Alkoholsyndrom, akuter lymphatischer Leukämie, Posttraumatischer Belastungsstörung (PTBS), schizoider Persönlichkeitsstörung, Autismus oder Schlafstörungen. Eine genaue und systematische Untersuchung der Häufigkeit von SCT bei diesen Erkrankungen steht jedoch noch aus.

## Forschung
ADHS wird heute als Störung der exekutiven Funktionen (EF) verstanden. Diese Fähigkeiten machen Selbstregulation, Umsetzungskompetenz und Belohnungsaufschub erst möglich und sind unverzichtbar für eine eigenständige Lebensführung. Darum wurden Probleme mit den EF auch bei SCT untersucht. SCT war allgemein schwächer mit exekutiven Defiziten verbunden als ADHS, wirkte sich jedoch auf einen Bereich (Planen, Organisation und Problemlösen) noch stärker aus. ADHS wirkt sich also auf alle exekutiven Funktionen gleichermaßen aus, SCT dagegen nur auf bestimmte EF. Bei ADHS waren auch die meisten Lebensbereiche stärker betroffen.
Faktorenanalysen zeigten, dass sich alle SCT-Symptome auf einen verträumt-benebelten und einen träge-lethargischen Faktor reduzieren lassen. Der erste Faktor eignete sich am besten, um SCT von ADHS zu trennen. Demnach ist SCT vermutlich kein Subtyp von ADHS – obwohl in bis zu 30–50 % der Fälle beide Störungen gleichzeitig vorliegen können. Das legt anstatt verschiedener ADHS-Formen eher eine Komorbidität zwischen zwei verwandten Aufmerksamkeitsstörungen nahe.
Bei der Kombination von SCT und ADHS addieren sich die Belastungen: Die Gruppe mit beidem zeigte die ausgeprägtesten exekutiven Defizite und Alltagsbeinträchtigungen von allen. Das ist ein wichtiges Argument dafür, dass SCT und ADHS getrennte Konstrukte sind. Ursprünglich wurde vermutet, dass SCT nur auf den unaufmerksamen Typus beschränkt ist. Das hat sich jedoch als falsch erwiesen. In dieser Gruppe ist es zwar am häufigsten, aber die SCT-Symptome treffen dort nicht auf alle zu. Außerdem zeigte sich, dass es ebenfalls beim Mischtypus von ADHS zu beobachten ist. Das könnte bedeuten, dass SCT tatsächlich eine eigene Problematik ist, die alleine oder zusammen mit allen ADHS-Subtypen vorkommt.

## Ursachen
Die genauen Ursachen von SCT sind unbekannt, aber eine multikausale Entstehung erscheint wahrscheinlich. Eine erste Zwillingsstudie zeigte, dass es einen genetischen Einfluss gibt; die Rolle von Umwelteinflüssen war jedoch auch bedeutsam und größer als bei ADHS.
Eine erste fMRT-Untersuchung zeigte, dass bei starken SCT-Symptomen der linke Lobulus parietalis superior unteraktiviert ist. Eine neue Untersuchung zur Neurobiologie von SCT weist auf Verbindungen zu bestimmten Teilen des Frontallappens hin, die sich von der üblicherweise bei ADHS gefundenen Neuroanatomie unterscheiden.

## Behandlung
Die Behandlung von SCT wurde noch nicht genauer untersucht. Erste Studien gibt es nur zu Methylphenidat (Ritalin®), wo die meisten Kinder mit dem ADHS-Mischtyp gut auf mittlere bis hohe Dosierungen ansprachen. Einem größeren Anteil von Kindern mit ADS ohne Hyperaktivität nützte Methylphenidat (MPH) jedoch kaum. Wenn sie doch profitierten, lag die optimale Dosis bei ihnen viel niedriger. Eine aktuelle gezielte Untersuchung dieser Frage fand, dass ein Teil der SCT-Symptome ein schlechteres Ansprechen auf MPH vorhersagte.
Amphetamine hingegen scheinen besser zu wirken, was in einer Studie zu Lisdexamfetamin bestätigt werden konnte. Auch für Atomoxetin gibt es erste Wirkbelege. In den USA existiert ein verhaltenstherapeutisches Programm, das speziell auf Kinder mit SCT-Symptomatik zugeschnitten ist.

## Geschichte

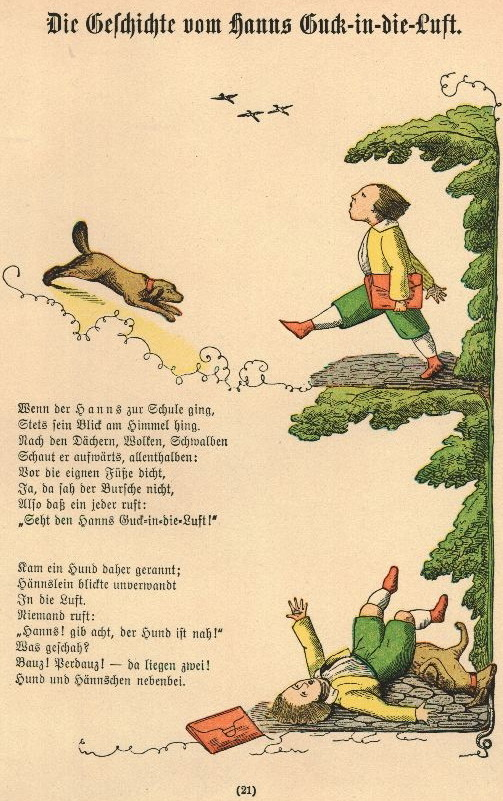
Hans Guck-in-die-Luft ist ein verträumter Junge, der seine Umgebung kaum wahrnimmt

In der Literatur wurden unaufmerksame oder ungewöhnlich verträumte Kinder bereits früh beschrieben. Am bekanntesten ist die Geschichte vom „Hans Guck-in-die-Luft“ aus dem Struwwelpeter. Der kanadische Kinderarzt Guy Falardeau berichtete neben den hyperaktiven Kindern, die er in seiner Praxis sah, auch von auffallend träumerischen, ruhigen und stillen Kindern (den enfants lunatiques). Ein weiteres Beispiel könnte man in dem Roman Die Entdeckung der Langsamkeit von Sten Nadolny sehen.
Die Wissenschaft konzentrierte sich aber lange auf Hyperaktivität, weshalb die Störung im DSM damals den Namen Hyperkinetische Reaktion des Kindesalters trug. Erst ab 1970 beschäftigte man sich dann mit den Aufmerksamkeitsproblemen und erkannte, wie wichtig sie waren. Daraufhin kam es 1980 schließlich zur Umbenennung in Aufmerksamkeitsdefizitstörung (ADS).
DSM-III (1980): Neue Subtypen
Dort tauchten erstmals zwei Subtypen auf: Eine Aufmerksamkeitsdefizitstörung mit Hyperaktivität (ADS + H) und eine ohne Hyperaktivität (ADS – H). Das berücksichtigte die Beobachtung, dass es auch Kinder mit reinen Aufmerksamkeitsproblemen gab. ADS + H stimmte ziemlich mit der alten Definition überein, ADS – H dagegen war etwas ganz Neues.
Vergleiche der Subtypen ergaben ein gemischtes Bild: Einige fanden Unterschiede, andere jedoch nicht. Dann fiel auf, dass einige Kinder mit ADS – H qualitativ andere Symptome zeigten als jene mit ADS + H: Intensive Tagträumerei, leichte Benommenheit und „Benebelung“, Hypoaktivität, Trägheit und Lethargie. Um darüber mehr zu erfahren, wurden diese Symptome mathematisch analysiert. Dabei bildeten sie einen eigenen Symptomkomplex, der unabhängig von den anderen ADS-Symptomen war. Wegen dieser Art von Symptomen erhielt er die Bezeichnung Sluggish cognitive tempo.
DSM-III-R (1987): Keine Subtypen
Der Subtyp ohne Hyperaktivität blieb trotzdem sehr umstritten und wurde schon 1987 wieder entfernt. Unter dem Namen Aufmerksamkeitsdefizit-Hyperaktivitätsstörung gab es nun für alle ADHS-Fälle ein einheitliches Diagnoseschema.
DSM-IV (1994): Erneut Subtypen
Das war aber unvereinbar mit Ergebnissen, welche die Subtypen doch unterstützten. Daraufhin führte man sie 1994 erneut ein. Für die Diagnose des vorwiegend unaufmerksamen Subtyps wurden auch SCT-Items getestet: Wieder zeigte sich, dass nur ein Teil der Betroffenen dieser Gruppe solche Symptome hatte. Darum kamen sie nur in der Restkategorie Nicht näher bezeichnete ADHS vor.
Um 2000 erschienen dann Untersuchungen, die gezielt und direkt Teilnehmer nach den SCT-Kriterien auswählten, anstatt einfach die DSM-IV-Subtypen zu vergleichen. Dieses Vorgehen erwies sich als erfolgreicher, um ein verlässlicheres Muster an Unterschieden in Aufmerksamkeit, Begleiterkrankungen und sozialem Verhalten aufzudecken.

### Änderung der Bezeichnung SCT
Die Bezeichnung Sluggish cognitive tempo (SCT) wurde Mitte der 1980er Jahre von einem amerikanischen Doktoranden verwendet, als er während der Studie auf den benannten Symptomkomplex stieß. Diesen Namen finden verschiedene Wissenschaftler jedoch nicht ganz stimmig, da er abwertend und nicht sehr genau sei. 2014 schlug der amerikanische Psychologe Russell A. Barkley Concentration deficit disorder (CDD, „Konzentrationsdefizit-Störung“) als einen weniger abfälligen Begriff vor. Der amerikanische Psychologe Stephen P. Becker stimmte zu, dass die Bezeichnung SCT nicht optimal sei, äußerte jedoch Bedenken, das Syndrom vorschnell als „Störung“ zu bezeichnen. Er sei der Meinung, dass es definitiv einen anderen Namen dafür bräuchte, allerdings erst noch weitere Forschung nötig sei, bevor sich ein passender definieren ließe. 2022 hat sich eine Arbeitsgruppe von Wissenschaftlern (darunter Barkley und Becker) auf den Namen Cognitive disengagement syndrome (CDS) geeinigt und setzt sich dafür ein, damit den alten Begriff SCT abzulösen. Cognitive disengagement syndrome sei bisher am passendsten, um das Syndrom zu beschreiben. Allerdings sei es nach wie vor schwierig, einen Begriff zu finden, der den aktuellen Wissensstand abbilde und sich nicht mit anderen etablierten Begriffen überlappe. Die Bezeichnung werde sich also wahrscheinlich auch in Zukunft mit weiterer Forschung noch verändern.
Da das Syndrom bisher keine offizielle Diagnose und auch noch nicht sehr bekannt ist, gibt es bislang keine einheitliche deutsche Entsprechung. Der Begriff disengagement (so viel wie „Distanzierung“, „Abkopplung“ oder „Loslösung“) bezieht sich darauf, dass Betroffene häufig geistig distanziert oder wie „abgekoppelt von äußeren Ereignissen“ sind.

## Kritik
Laut einem New York Times Artikel von 2014 existiert innerhalb der wissenschaftlichen Gemeinde noch bedeutsame Skepsis, ob SCT (ein „Symptommuster“) wirklich eine eigenständige Störung darstellt.
2022 wird SCT weiterhin als Syndrom angesehen und es ist nach wie vor aufgrund fehlender Forschung unklar, ob es als Bindeglied oder Spezifizierung bereits vorhandener Störungen zu sehen ist oder wirklich als eigenständige Störung klassifiziert werden könnte.